# Eugène Goossens (fill)
Eugène Goossens (Bordeus ( Nova Aquitània), 28 de gener, 1867 - 31 de juliol, 1958), va ser un director d'orquestra i violinista nascut a França. Per distingir-lo del seu pare, director, i del seu fill compositor del mateix nom, sovint se l'anomena Eugene Goossens II.

## Trajectòria
Goossens va néixer a Bordeus i va estudiar a Bruges i al conservatori de Brussel·les. Es va traslladar a Anglaterra amb el seu pare, Eugène Goossens (pare), el 1873, i després d'un període de servei a la Carl Rosa Opera Company com a violinista, repetidor i director adjunt sota la direcció del seu pare, va ingressar a la Royal Academy of Music de Londres el 1891.
Després de dirigir altres companyies d'òpera, inclosa la Moody-Manners Company, es va reincorporar a la companyia Carl Rosa, exercint de 1889 a 1915 com a director principal. Va dirigir part de la temporada d'òpera de Sir Thomas Beecham al His Majesty's Theatre el 1917. El 1926 es va incorporar a la British National Opera Company com a director d'orquestra.
Goossens es va casar amb una cantant de Carl Rosa, Annie Cook, que era filla d'un conegut baixista, Aynsley Cook. Els seus fills van ser el compositor i director d'orquestra Eugene Goossens, les arpistes Marie Goossens (1894–1991) i Sidonie Goossens (1899–2004), el trompetista Adolphe Goossens (1896–1916) i l'oboísta Leon Goossens (1897–1988).